# Кенегез-Чакмак
Кенеге́з-Чакма́к (укр. Кенеґез-Чакмак, крымскотат. Kenegez Çaqmaq, Кенегез Чакъмакъ) — исчезнувшее село в Красногвардейском районе Республики Крым, располагавшееся в центре района, в степном Крыму. Сейчас, примерно, западная окраина современного села Красная Поляна.

## История
Первое документальное упоминание села встречается в Камеральном Описании Крыма… 1784 года, судя по которому, в последний период Крымского ханства Кенегес Чаймак входил в Караул кадылык Перекопского каймаканства.
После присоединения Крыма к России (8) 19 апреля 1783 года, (8) 19 февраля 1784 года, именным указом Екатерины II сенату, на территории бывшего Крымского Ханства была образована Таврическая область и деревня была приписана к Перекопскому уезду. После Павловских реформ, с 1796 по 1802 год, входила в Акмечетский уезд Новороссийской губернии. По новому административному делению, после создания 8 (20) октября 1802 года Таврической губернии, Кенегез-Чакмак был включён в состав Кучук-Кабачской волости Перекопского уезда.
По Ведомости о всех селениях в Перекопском уезде состоящих с показанием в которой волости сколько числом дворов и душ… от 21 октября 1805 года в деревне Кенегез-Чакмак числилось 3 двора и 26 крымских татар. На военно-топографической карте генерал-майора Мухина 1817 года деревня Кенегес чакмак обозначена с 4 дворами. После реформы волостного деления 1829 года Кенегез-Чакмак, согласно «Ведомости о казённых волостях Таврической губернии 1829 года» отнесли к Агъярской волости (переименованной из Кучук-Кабачской). На карте 1836 года в деревне 3 двора, а на карте 1842 года Кенегез-Чакмак обозначен условным знаком «малая деревня», то есть, менее 5 дворов.
В 1860-х годах, после земской реформы Александра II, деревню включили в состав Айбарской волости. По обследованиям профессора А. Н. Козловского начала 1860-х годов, вода в колодцах деревни была пресная, а их глубина составляла 10—15 саженей (21—32 м). В «Списке населённых мест Таврической губернии по сведениям 1864 года» Кенегез-Чакмак уже не значится, а, согласно «Памятной книжке Таврической губернии за 1867 год», деревня стояла покинутая, ввиду эмиграции крымских татар, особенно массовой после Крымской войны 1853—1856 годов, в Турцию. В дальнейшем в доступных источниках не встречается.